# Hope (The Blackout)
Hope is het derde album van de Welshe rockband The Blackout dat op 4 april 2011 uitkwam.

## Tracklist
- 1. Ambition Is Critical
- 2. Never By Your Side
- 3. Higher & Higher (Featuring Hyro Da Hero)
- 4. Hope (Scream It Out Loud)
- 5. This Is Our Time
- 6. The Last Goodbye
- 7. No More Waiting
- 8. The Devil Inside
- 9. You're Not Alone
- 10. Keep On Moving
- 11. The Storm